# People's Choice Awards 1976
La 2ª edizione dei People's Choice Awards, presentata da Jack Albertson, si è svolta il 4 marzo 1976 ed è stata trasmessa dalla CBS.
In seguito sono elencate le categorie. Il relativo vincitore è stato indicato indicato in grassetto.

## Cinema

### Film preferito
- Lo squalo (Jaws), regia di Steven Spielberg
- L'inferno di cristallo (The Towering Inferno), regia di John Guillermin
- Let's Do It Again, regia di Sidney Poitier

### Attore cinematografico preferito
- John Wayne
- Jack Nicholson
- Al Pacino

### Attrice cinematografica preferita
- Katharine Hepburn
- Goldie Hawn
- Sophia Loren
- Barbra Streisand

## Televisione

### Serie televisiva drammatica preferita
- Una famiglia americana (The Waltons)
- Kojak
- Starsky & Hutch

### Serie televisiva commedia preferita
- Arcibaldo (All in the Family)
- M*A*S*H
- Sanford and Son

### Nuova serie televisiva preferita
- I ragazzi del sabato sera (Welcome back, Kotter) (ex aequo)
- Starsky & Hutch (ex aequo)
- Phyllis

### Attore televisivo preferito
- Telly Savalas
- Alan Alda
- Robert Blake

### Attrice televisiva preferita
- Carol Burnett
- Cher
- Angie Dickinson

### Artista preferito/a in una nuova serie televisiva
- Robert Blake
- Gabe Kaplan
- Cloris Leachman

## Musica

### Artista preferito
- John Denver
- Elton John
- Lawrence Welk

### Canzone preferita
- Love Will Keep Us Together (Captain & Tennille), musica e testo di Neil Sedaka e Howard Greenfield
- Feelings (Morris Albert), musica e testo di Louis Gasté e Morris Albert
- Rhinestone Cowboy (Glen Campbell), musica e testo di Larry Weiss

## Altri premi

### Intrattenitore preferito
- Bob Hope (ex aequo)
- Tony Orlando (ex aequo)

### Intrattenitrice preferita
- Carol Burnett (ex aequo)
- Mary Tyler Moore (ex aequo)
- Cher